# Burgstall Sachsen
Der Burgstall Sachsen bezeichnet eine abgegangene mittelalterliche Niederungsburg östlich der Dorfstraße und südlich Hoher Graben in Sachsen, einem heutigen Stadtteil von Leutershausen im Landkreis Ansbach in Bayern.
Von der Burggeschichte ist nichts bekannt. In der Ortsgeschichte wird 1349 ein Fritz Schade von Sachsen bei Leutershausen als Ministeriale genannt, der als Gerichtsschöffe in Leutershausen mitwirkte und in Sachsen seinen Adelssitz hatte. 1376 wird ein Konrad Schade von Sachsen genannt.
Von der ehemaligen Burganlage sind keine Reste erhalten.